# Computers Don't Blunder
«Computers Don't Blunder» es el sexto sencillo de la banda de hardcore punk escocesa The Exploited, publicado en el año 1982 con la discográfica Secret Records. Este sencillo no ingresó en las listas de popularidad de música independiente debido a que el sello Secret había firmado un contrato de distribución con una compañía más grande; tampoco tuvo las ventas suficientes como para ingresar a la UK Singles Chart. Sin embargo, esta canción es una de las que se comienza a notar la «conciencia social» de la banda. El tema fue escrito por los todos los integrantes de la banda de aquella época. Es un poco más rápido y potente que los sencillos anteriores.

## Canciones

### Lado A
1. «Computers Don't Blunder»

### Lado B
1. «Addiction»

## Formación
- Wattie Buchan - vocalista
- Gary McCormack - bajo
- John Duncan - guitarra
- Steve Roberts - batería